# Ойбек Мамазулунов
Ойбек Карімшер огли Мамазулунов (узб. Oybek Karimsher oʻgʻli Mamazulunov; 25 грудня 1989, Андижан) — узбецький боксер, чемпіон Азії, призер чемпіонату світу та Азійських ігор серед аматорів.

## Аматорська кар'єра
2013 року завоював золоту медаль на чемпіонаті Азії, вигравши у фіналі у Адільбека Ніязимбетова (Казахстан).
На чемпіонаті світу 2013 завоював бронзову медаль.
- В 1/16 фіналу переміг Сандагсурена Ерденебаяра (Монголія) — 3-0
- В 1/8 фіналу переміг Джемала Босняка (Боснія і Герцеговина) — 3-0
- У чвертьфіналі переміг Петера Мюлленберга (Нідерланди) — 3-0
- У півфіналі програв Адільбеку Ніязимбетову (Казахстан) — 0-3

На Азійських іграх 2014 здобув дві перемоги, а у півфіналі програв Кім Хьон Гю (Південна Корея) і отримав бронзову медаль.